# Elenco de As Cariocas (série)
Esta é uma lista do elenco da série de televisão brasileira de 2010 As Cariocas.

## Elenco principal
O elenco se dividirá entre os dez episódios da série.
Os nomes dos personagens principais de "A adúltera da Urca" são homenagens a papéis antigos dos atores. Sônia Braga e Antônio Fagundes são Júlia e Cacá, par romântico de Dancin' Days, interpretado pelos mesmos atores em 1978. Já Malu, personagem de Regina Duarte é uma referência ao seriado Malu Mulher, no qual a protagonista era vivida pela mesma atriz.

### A Noiva do Catete
Em ordem de abertura
| Ator               | Personagem |
| ------------------ | ---------- |
| Alinne Moraes      | Nádia      |
| Ângelo Antônio     | Carlinhos  |
| Pedro Nercessian   | Nelsinho   |
| Nelson Baskerville | Fagundes   |
| Theresa Amayo      | Dona Zeni  |

Elenco de Apoio
| Hirany Carneiro  |            |
| Jaedson Custódio | Assaltante |
| Vinícius Lemos   | Carteiro   |

### A Vingativa do Méier
Em ordem de abertura
| Ator            | Personagem |
| --------------- | ---------- |
| Adriana Esteves | Celi       |
| Aílton Graça    | Djalma     |
| Agildo Ribeiro  | Alberto    |
| Bárbara Paz     | Denise     |
| Myrian Pérsia   | Jacira     |

Elenco de Apoio
| Antônio Ismael  |          |
| Créo Kellab     | Chaveiro |
| Joaquim Lopes   | Carlos   |
| Juliano Cazarré | Paulão   |

### A Atormentada da Tijuca
Em ordem de abertura
| Ator                | Personagem      |
| ------------------- | --------------- |
| Paola Oliveira      | Clarissa        |
| Gabriel Braga Nunes | Gilberto (Giba) |
| Denise Dumont       | Taci            |
| Ana Ferraz          | Amélia          |
| Charles Fricks      | Heitor          |
| Fernando Ceylão     | Jorge           |
| Henrique Neves      | Sr. Raul        |
| Maria Mariana       | Betânia         |

Elenco de Apoio
| Beto Vandesteen  | Rapaz no metrô  |
| Daniel Barcellos |                 |
| Ivan de Almeida  | Mirosmar (Miro) |
| Mário Tati       |                 |

### A Invejosa de Ipanema
Em ordem de abertura
| Ator             | Personagem            |
| ---------------- | --------------------- |
| Fernanda Torres  | Cris                  |
| Luiz Gustavo     | Gustavo               |
| Guilherme Fontes | Luiz Felipe Magalhães |
| Rafael Primot    | Chiquinho Prado       |
| Lavínia Vlasak   | Julinha               |

Elenco de Apoio
| Fiorella Mattheis | Carla Mendes    |
| Fran Zanon        | Norma Magalhães |

### A Internauta da Mangueira
Em ordem de abertura
| Ator             | Personagem           |
| ---------------- | -------------------- |
| Cintia Rosa      | Gleicy               |
| Eduardo Moscovis | Armando              |
| André Gonçalves  | Leleco               |
| Flávio Bauraqui  | Edimilsson           |
| Preta Gil        | Gláucia              |
| Marcos Winter    | Élber                |
| Fernando Caruso  | Ivan                 |
| Babu Santana     | Vendedor do Maracanã |

### A Adúltera da Urca
Em ordem de abertura
| Ator             | Personagem          |
| ---------------- | ------------------- |
| Sônia Braga      | Júlia Faria         |
| Antônio Fagundes | Carlos Faria (Cacá) |
| Regina Duarte    | Maria Elisa (Malu)  |
| Dalton Vigh      | Giuliano            |

Elenco de Apoio
| Caroline Laure |

### A Desinibida do Grajaú
Em ordem de abertura
| Ator                  | Personagem  |
| --------------------- | ----------- |
| Grazi Massafera       | Michelle    |
| Carla Daniel          | Esperança   |
| Aramis Trindade       | Eugênio     |
| Chico Tenreiro        | Seu Arnaldo |
| Fernando Eiras        | Walther     |
| Bernardo Castro Alves | Ismaelzinho |
| Isabela Garcia        | Dona Irene  |
| Alice Borges          | Lourdes     |
| Joana Fomm            | Denise      |

Participação Especial
| Marcelo D2 | Wescley |

Elenco de Apoio
| Bernardo Mendes | Rapaz da oficina   |
| Celina Merino   | Michelle (criança) |
| Júlio Uchôa     | Charles            |
| Marcelo Flores  | Policial           |
| Pablo Sobral    | Rapaz da oficina   |

### A Iludida de Copacabana
Em ordem de abertura
| Ator               | Personagem |
| ------------------ | ---------- |
| Alessandra Negrini | Marta      |
| Thiago Lacerda     | Silvinho   |
| Eriberto Leão      | Eduardo    |
| Roberta Rodrigues  | Suellen    |

Elenco de Apoio
| Karine Carvalho  | Liana    |
| Cristiane Amorim | Paulinha |

### A Suicida da Lapa
Em ordem de abertura
| Ator                | Personagem |
| ------------------- | ---------- |
| Deborah Secco       | Alice      |
| Cássio Gabus Mendes | Roberto    |

### A Traída da Barra
Em ordem de abertura
| Ator            | Personagem   |
| --------------- | ------------ |
| Angélica        | Maria Teresa |
| Luciano Huck    | Cícero       |
| Luís Miranda    | Margarete    |
| Rosi Campos     | Penélope     |
| Leona Cavalli   | Rita         |
| André Dias      | Fernando     |
| Marcelo Saback  | Barman       |
| Serjão Loroza   | Segurança    |
| Miguel Nader    | Cadú         |
| Fernanda Pontes | Suzana       |

Elenco de Apoio
| Clóvis Bueno   | Saulo          |
| Fran Zanon     |                |
| Igor Paiva     | Cliente        |
| Vinícius Manne | Homem no carro |

## Elenco de apoio
Em ordem alfabética
| Ator               | Personagem            | Episódio                |
| ------------------ | --------------------- | ----------------------- |
| Antônio Ismael     | Seu Antônio           | A Vingativa do Méier    |
| Bernardo Mendes    | Rapaz da oficina      | A Desinibida do Grajaú  |
| Beto Vandesteen    | Rapaz no metrô        | A Atormentada da Tijuca |
| Caroline Laure     |                       | A Adúltera da Urca      |
| Celina Merino      | Michelle (criança)    | A Desinibida do Grajaú  |
| Clóvis Bueno       | Saulo                 | A Traída da Barra       |
| Créo Kellab        | Chaveiro              | A Vingativa do Méier    |
| Cristina Amorim    | Paulinha              | A Iludida de Copacabana |
| Diego Cristo       | Rapaz que vigia Júlia | A Adúltera da Urca      |
| Fiorella Mattheis  | Carla Mendes          | A Invejosa de Ipanema   |
| Fran Zanon         | Norma Magalhães       | A Invejosa de Ipanema   |
| Hiranyh Carneiro   | Dona Ernestina        | A Noiva do Catete       |
| Igor Paiva         | Cliente               | A Traída da Barra       |
| Ivan de Almeida    | Mirosmar (Miro)       | A Atormentada da Tijuca |
| Iza Pinheiro       | Simone                | A Iludida de Copacabana |
| Jaedson Custódio   | Assaltante            | A Noiva do Catete       |
| Joaquim Lopes      | Carlos                | A Vingativa do Méier    |
| Juliano Cazarré    | Paulão                | A Vingativa do Méier    |
| Julho Uchoa        | Charles               | A Desinibida do Grajaú  |
| Karine Carvalho    | Liana                 | A Iludida de Copacabana |
| Marcello Assumpção | Estuprador            | A Atormentada da Tijuca |
| Marcelo Flores     | Policial              | A Desinibida do Grajaú  |
| Pablo Sobral       | Rapaz da oficina      | A Desinibida do Grajaú  |
| Vinícius Lemos     | Carteiro              | A Noiva do Catete       |
| Vinícius Manne     | Homem no carro        | A Traída da Barra       |